# Чапаевка (Фёдоровский район)
Чапаевка (нем. Marienburg) — исчезнувшее село в Фёдоровском районе Саратовской области. Село располагалось в пределах Сыртовой равнины на левом берегу реки Большой Караман в 2 км к юго-западу от села Первомайское
Основано как немецкая колония Мариенбург в 1860 году. Исчезло во второй половине XX века

## История
Основано в 1860 году переселенцами из Панинского колонистского округа. В 1869 году сюда были переселены жители колонии Лизандровка Новоузенского уезда (основана в 1861 году). Колония входила в состав Верхне-Караманского колонистского округа, впоследствии Верхне-Караманской волости Новоузенского уезда Самарской губернии. Колония была населения колонистами немцами, католиками и имела католическую церковь (открыта в 1870 году). В 1871 году был открыт католический приход.
В 1857 году земельный надел составлял 3765 десятин.
С 1918 года село входило в Верхне-Караманского (Гнаденфлюрского) района, с 1922 года Фёдоровского кантона Трудовой коммуны немцев Поволжья (с 1924 года — АССР немцев Поволжья), с 1935 года — Гнаденфлюрского кантона.
В голод в Поволжье в селе родилось 95 человек, умерли 415.
В 1926 году в селе имелись кооперативная лавка, сельскохозяйственное кооперативное товарищество, сельсовет. До 1927 года параллельно использовалось два названия: русское Марииновка и немецкое Мариенбург. В 1927 году постановлением ВЦИК «Об изменениях в административном делении Автономной С. С. Р. Немцев Поволжья и о присвоении немецким селениям прежних наименований, существовавших до 1914 года» селу Марииновка Фёдоровского кантона присвоено название Мариенбург
В сентябре 1941 года немецкое население было депортировано. После ликвидации АССР немцев Поволжья село, как и другие населённые пункты Фёдоровского кантона включено в состав Саратовской области. Впоследствии переименовано в село Чапаевка (топоним Мариновка был перенесён на соседнее село Мангейм)

## Население
Динамика численности населения по годам:
| 1889 | 1897 | 1904 | 1910 | 1920 | 1922 | 1923 | 1926 | 1931 |
| ---- | ---- | ---- | ---- | ---- | ---- | ---- | ---- | ---- |
| 995  | 1129 | 1642 | 1970 | 1609 | 432  | 781  | 808  | 1106 |

В 1931 году немцы составляли 100 % населения села